# Lophophorus
Lophophorus é um género de aves da família Phasianidae.

## Espécies
São reconhecidas três espécies:
- Monal-de-cauda-ruiva, Lophophorus impejanus
- Monal-de-cauda-branca, Lophophorus sclateri
- Monal-de-cauda-azul, Lophophorus lhuysii